# 박재정 (가수)
박재정(朴宰正, 1995년 12월 25일 ~ )은 대한민국의 가수이다. 2013년 Mnet 《슈퍼스타K5》 우승, 2013년 11월 디지털 싱글 《첫 눈에》로 데뷔하였다.

## 생애
2013년 11월 15일(금요일) 박재정은 Mnet 《슈퍼스타K5》의 결승전에서 최종 우승자로 선정되었다. 11월 20일(수요일) 데뷔 디지털 싱글 《첫 눈에》를 발표한 후 11월 22일(금요일) 홍콩 아시아 월드 엑스포 아레나에서 열린 엠넷 아시안 뮤직 어워드에서 데뷔 무대를 가졌다. 2015년 7월 미스틱89와 전속 계약 체결 기사가 보도되었다. 2016년 5월 11일 박재정은 슈퍼주니어의 멤버 규현과 콜라보레이션 싱글을 발매할 것을 밝혔다. 5월 16일 오후 8시 박재정은 소속사 미스틱89의 공식 유튜브 채널을 통해 새 디지털 싱글 《두 남자》의 타이틀곡 〈두 남자〉 뮤직비디오 티저를 공개하였다. 5월 19일 자정 박재정은 각 음원사이트를 통해 새 디지털 싱글 《두 남자》를 발매하였다. 또한 같은 날 방송된 MBC 예능 《황금어장 라디오스타》를 통해 첫 라이브를 공개하였다. 〈두 남자〉는 발매된 후, 올레뮤직 1위, 엠넷 2위, 네이버 뮤직 6위, 지니 9위 등 각종 음원 사이트의 실시간차트 상위권에 진입하였다.
2017년 5월 16일 가수 윤종신은 개인 인스타그램 계정을 통해 《2017 월간 윤종신 5월호》의 앨범 커버를 공개하며 5월호 가창자로 박재정이 선정되었음을 밝혔다. 5월 18일 월간 윤종신의 공식 유튜브 채널을 통해 《2017 월간 윤종신 5월호》의 타이틀곡 〈여권〉의 뮤직비디오가 공개되었다. 5월 19일 정오 윤종신과 박재정은 《2017 월간 윤종신 5월호》를 발매하였다.
6월 21일 박재정은 공식 팬카페를 통해 새 디지털 싱글을 같은 달 말에 발매할 것을 밝혔다. 6월 23일 박재정은 새 디지털 싱글의 컨셉 이미지와 동시에 새 디지털 싱글 《시력》의 앨범명과 발매일을 공개하였다. 6월 25일 박재정은 소속사 미스틱89의 공식 유튜브 채널을 통해 새 디지털 싱글 《시력》의 프리뷰 영상을 공개하였다. 또한 같은 날 SBS 《생방송 인기가요》에서 첫 라이브 무대를 앨범 발매 전에 공개하였다. 6월 26일 박재정은 새 디지털 싱글 《시력》의 컨셉 이미지 두 장을 공개하였다. 또한 노라 존스, 폴 매카트니, 정준일 등과 함께 작업한 엔지니어 테드 젠센이 마스터링을 맡아 곡의 완성도를 더했다고 밝혔다. 6월 28일 박재정은 소속사 미스틱89의 공식 유튜브 채널을 통해 새 디지털 싱글 타이틀곡 〈시력〉의 뮤직비디오를 선공개하였다. 6월 29일 오후 6시 박재정은 새 디지털 싱글 《시력》을 발매하였다.
10월 13일 오후 6시 박재정은 디지털 싱글 악역을 발표하였다. ‘악역’은 ‘두 남자’, ‘시력’에 이은 박재정의 이별 발라드 3부작 마지막 곡으로 윤종신이 작사하고 015B 정석원이 작곡했다.

## 음악가적 기교

### 음악
2013년 엠넷 《슈퍼스타K5》 출연 당시 심사위원이던 이승철은 "목소리를 듣다 보면 19살이라는 게 놀라울 정도다. 좋은 보컬 톤을 갖고 있다. 원곡을 뛰어넘는 가창력을 보여줬다"라고 말했다. 또한 아이돌 그룹 EXO의 멤버 백현, 찬열, 시우민은 "예선 때부터 박재정을 눈여겨봤다. 중저음 목소리에 너무 매력을 느꼈다."라고 말했다. 2017년 윤종신은 자신의 음악 프로젝트 월간 윤종신의 가창자로 박재정을 선정하며 "발라드에 대한 정서를 제대로 이해하고 사랑할 줄 아는 흔치 않은 젊은 아티스트이다."라고 말했다. 또한 작곡가 정재형은 "슈퍼루키가 될 거라고 감히 예언한다. 발라드를 부를 때는 드라마를 만드는 게 중요한데 만들어낼 줄 안다."라고 극찬하였다.

### 영향
박재정은 가수 윤종신을 자신의 롤모델이라고 밝혔다. 특히 윤종신에 대해 "윤종신을 롤모델로 삼고 지금의 꿈을 키워왔다. 음악적인 부분을 닮고 싶다."라고 밝혔다.

## 음반 목록

### 미니 앨범
- 2014: 《STEP 1》
- 2019: 《노랫말》

### 싱글
- 2013: 《첫 눈에》
- 2016: 《두 남자》
- 2017: 《시력》
- 2017: 《악역》
- 2018: 《가사》
- 2018: 《4년》
- 2019: 《눈》
- 2021: 《좋았는데》
- 2021: 《취미》
- 2021: 《너의 그 사람》
- 2022: 《한 걸음》
- 2022: 《B에게 쓰는 편지》
- 2023: 《Alone》

### 프로젝트
- 2016: 김현우 《HIANO》 '하늘을 본다'
- 2017: 윤종신 《2017 월간 윤종신 5월호》 '여권'
- 2017: 마크 《Lemonade Love - SM STATION》 'Lemonade Love'
- 2017: 《유재하 30년, 우리 이대로 영원히》 '우울한 편지'
- 2018: 소연 《XOXO》 'XOXO'
- 2018: 015B 《The Legacy 01》 '5월 12일'
- 2018: LISTEN 《LISTEN 026 니가 죽는 꿈》 '니가 죽는 꿈'
- 2018: 소각소각 《달콤데이#6 아직, 우린》 '아직, 우린'
- 2019: LISTEN 《LISTEN 030 꼬박》 '꼬박'
- 2019: 박보람 《두 혼자》 '두 혼자'
- 2020: LISTEN 《LISTEN 034 가벼운 결심》 '가벼운 결심'
- 2020: cott 《Rotary》 '별일'
- 2020: 음원사재기 근절 캠페인 송 'With a song' with 제아,치타,오하영,서은광
- 2020: LISTEN 《LISTEN SPECIAL 너라는 위로》 '너라는 위로'

- 2020: LISTEN 《LISTEN 036 사랑, 그게 될 거라고 생각했어》 '사랑, 그게 될거라고 생각했어'

### OST
- 2014: 《내 생애 봄날 OST Part 3 》 '그댄 누군가요'
- 2017: 《명불허전 OST Part 4》 'Not Gonna Wait'
- 2018: 《서른이지만 열일곱입니다 OST Part 7》 '같이 걷자'
- 2018: 《죽어도 좋아 OST Part 6》 '몰랐어'
- 2019: 《톱스타 유백이 OST Part 3》 'Dream'
- 2019: 《바람이 분다 OST Part 2》 'Tonight'
- 2019: 《날 녹여주오 OST Part 4》 '얼음인형'
- 2019: 《조선로코 - 녹두전 OST Part 9》 '햇살 바람 별빛 그대'
- 2020: 《하이바이, 마마! OST Part 5》 'In The Night'

### TV 버라이어티 사운드트랙
- 2013: 《슈퍼스타K5 TOP10 Part 1》 '차마'
- 2013: 《슈퍼스타K5 TOP10 Part 2》 '동네'
- 2013: 《슈퍼스타K5 TOP10 Part 3》 'Annie'
- 2013: 《슈퍼스타K5 TOP10 Part 4》 '추억 속의 그대'
- 2013: 《슈퍼스타K5 TOP10 Part 5》 '시간'
- 2013: 《슈퍼스타K5 TOP10 Part 6》 '가까이 와봐'
- 2016: 《복면가왕 63회》 '그녀를 잡아요' with 엘
- 2016: 《복면가왕 64회》 '같이 걸을까'
- 2016: 《노래의 탄생 TRACK 8》 'I'll Be Free' with 자밀킴, 전현무 (Prod by. Wouter Hamel)
- 2017: 《불후의 명곡 - 전설을 노래하다 (2017 설 특집)》 '마법의 성' with 박이정
- 2017: 《불후의 명곡 - 전설을 노래하다 (박정운 & 김민우 편)》 '그대만을 위한 사랑'
- 2017: 《불후의 명곡 - 전설을 노래하다 (이미자 편)》 '황혼의 블루스'
- 2018: 《불후의 명곡 - 전설을 노래하다 (2018 기대주 특집)》 '꽃피는 봄이 오면'
- 2018: 《불후의 명곡 - 전설을 노래하다 (김현철 편)》 '일생을'
- 2019: 《더 콜 2 (The Call 2) 네 번째 프로젝트》 '카세트 테이브' with 소유
- 2019: 《더 콜 2 (The Call 2) Final 프로젝트》 '썸 비슷한' with 소유, 행주
- 2019: 《멜로디책방 Part 3》 '만나려 해' with 선우정아, 수란, 김현우, 박경, 송유빈
- 2020: 《로또싱어》 '그녀를 사랑해줘요'
- 2021: 《놀면 뭐하니》 '바라만 본다' with 지석진, KCM, 원슈타인

### 작사 및 작곡
- 2017: 로이킴 《開花期 (개화기)》 '문득' 공동작사
- 2017: 박재정, 마크 《Lemonade Love - SM STATION》 'Lemonade Love' 공동작사
- 2018: 박재정 《가사》 '가사' 작사, 작곡
- 2018: 박재정 《4년》 '4년' 작사, 작곡
- 2019: 박재정 《노랫말》 'Serenade' 작사
- 2019: 박재정 《노랫말》 '다시 태어날 수 있다면' 공동작사
- 2020: cott 《Rotary》 '별일' 공동작사

## 공연
단독공연
- 2017 《Mood in December》 @현대카드UNDERSTAGE
- 2018 《기념일》 @현대카드UNDERSTAGE
- 2019 《DREAMING》 @세종대학교 대양홀
- 2021 《편지》 @장충체육관
- 2022 《편지 1.5》 @블루스퀘어 마스터카드홀
- 2022 《편지 2》 @coex 신한카드 artium

팬미팅
- 2017 《크리스마스의 선물, 첫 번째》 @벨로주
- 2018 《크리스마스의 선물, 두 번째》 @신세계메사홀
- 2019 《크리스마스의 선물, 세 번째》 @일지아트홀

## 방송
라디오 고정
- KBS 쿨FM 《슈퍼주니어의 키스 더 라디오》
- SBS 파워FM 《호란의 파워FM》
- KBS 쿨FM 《박지윤의 가요광장》
- SBS 파워FM 《이국주의 영스트리트》
- SBS 파워FM 《최화정의 파워타임》
- KBS 쿨FM 《이홍기의 키스 더 라디오》
- SBS 파워FM 《NCT의 night night!》
- SBS 파워FM 《조정식의 펀펀투데이》
- KBS 쿨FM 《키스 더 라디오, 곽진언입니다》
- KBS 쿨FM 《설레는 밤, 김예원입니다》
- KBS 쿨FM 《이수지의 가요광장》
- KBS 쿨FM 《정은지의 가요광장》
- KBS 쿨FM 《박원의 키스 더 라디오》
- MBC FM4U 《꿈꾸는 라디오》 2021년 11월 25일 (스페셜 DJ)
- KBS 쿨FM 《신예은의 볼륨을 높여요》 2022년 8월 1일 ~ 8월 7일 (스페셜 DJ)

예능
- TV조선 《동네 앨범》
- MBC 《놀면뭐하니?》- MSG 워너비 멤버
- MBC 《나 혼자 산다》
- MBC 《황금어장 라디오스타》
- Mnet 《초대형 노래방 서바이벌 VS》
- JTBC 《아는형님》

교양
- 연합뉴스TV JOB 《취업을 부탁해》
- 연합뉴스TV JOB 《DIY 자기소개서》

## 기타 활동
홍보대사
- 2014년 한국민속촌 500얼음땡 홍보대사
- 2016년 K리그 홍보대사
- 2017년 K리그 홍보대사

## 수상
- 2013년 슈퍼스타K 5 우승
- 2021년 ‘대한민국을 빛낸 10인의 대상’ 대중가수 부문 수상
- 2021년 멜론 뮤직 어워드 프로젝트 뮤직상
- 2021년 제 29회 대한민국 문화연예대상 K-POP 스타상
- 2021년 MBC 방송연예대상 남자신인상
- 2023년 엠넷 아시안 뮤직 어워즈 베스트 보컬 퍼포먼스 남자 솔로 가수상
- 2024년 제38회 골든디스크 시상식 디지털 음원 부문 본상
- 2024년 대한민국 퍼스트브랜드 대상 남성보컬 부문 수상
- 2024년 써클차트 뮤직 어워즈 발라드 부문 올해의 장르상
- 2024년 31주년 한터뮤직어워즈 2023 발라드 부문 특별상

## 학력
- 우촌초등학교(졸업)
- 홍익대학교 사범대학 부속중학교(졸업)
- 레이크 브랜틀리 고등학교(전학)
- 홍익대학교 사범대학 부속고등학교(졸업)
- 단국대학교 천안캠퍼스 생활음악학과(중퇴)
- 글로벌사이버대학교 방송연예학과(졸업)